# Alfredo Nascimento
Alfredo Nascimento (Martins, Rio Grande do Norte, 5 de mayo de 1952) es un político brasileño afiliado al Partido Liberal. Actualmente es senador por el estado de Amazonas. Es el presidente del Partido Liberal en el Amazonas.
Antes de convertirse en senador en las elecciones de 2006, ha sido alcalde de Manaos, capital del estado de Amazonas, y ha ocupado diversos cargos a nivel estatal. En el 2004 fue nombrado ministro de transporte dentro del gobierno de Lula. Abandonaría el cargo al postularse como senador.